# Юханссон, Бертиль
Бе́ртиль Ю́ханссон (швед. Bertil Johansson; 22 марта 1935, Гётеборг — 5 мая 2021, Hönö, Вестра-Гёталанд) — шведский футболист и футбольный тренер, играл на позиции нападающего. Всю футбольную карьеру играл за «Гётеборг», в составе которого во всех турнирах суммарно сыграл 461 матч и забил 292 гола.

## Биография

### Клубная карьера
27 мая 1955 года Юханссон дебютировал за «Гётеборг» в матче чемпионата Швеции против ГАИС; тот матч закончился со счётом 1:1.
В последующие годы он закрепился в составе «Гётеборга», став ключевым игроком этой команды, с которой в 1958 году выиграл чемпионский титул. В 1958 и 1961 годах он становился лучшим бомбардиром чемпионата страны и всего за «Гётеборг» сыграл во всех турнирах сыграл 461 матч и забил 292 гола.

### Карьера в сборной
В составе сборной Швеции сыграл 4 матча, но не забил ни одного гола. Он входил в предварительную заявку сборной для участия на чемпионате мира 1958 года, но на турнир не поехал.

### Тренерская карьера
Работал главным тренером «Гётеборга», с которым в 1969 году выиграл чемпионский титул. Он стал первым в истории, кто выиграл чемпионат Швеции как игрок и как тренер.

### Смерть
Скончался 5 мая 2021 года в возрасте 86 лет.

## Достижения

### Командные
«Гётеборг»
- Чемпион Швеции по футболу (1): 1957/58

### Личные
- Лучший бомбардир чемпионата Швеции (2): 1957/58 (27 голов вместе с Хенри Чельгреном), 1967 (20 голов)